# 13500 Viscardy
13500 Viscardy è un asteroide della fascia principale. Scoperto nel 1987, presenta un'orbita caratterizzata da un semiasse maggiore pari a 2,7763075 UA e da un'eccentricità di 0,0627080, inclinata di 7,49290° rispetto all'eclittica.